# 易洛魁縣 (伊利諾伊州)
易洛魁縣（英語：Iroquois County）是美国伊利诺伊州東北部的一個縣，東鄰印第安纳州，面積1,260平方公里。根據2020年美國人口普查統計，共有人口27,077人。縣治瓦齊卡（Watseka）。該縣成立於1833年2月26日，縣名紀念易洛魁河（源於易洛魁聯盟）。